# Lundqvistska affärshuset

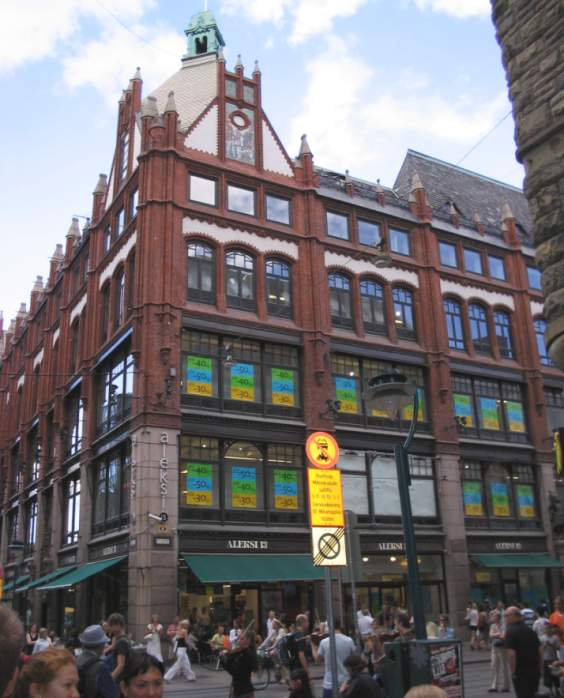
Lundqvistska affärshuset i Helsingfors.

Lundqvistska affärshuset är ett affärshus i centrala Helsingfors i stadsdelen Gloet på Alexandersgatan. I huset har varuhuskedjan Aleksi 13 sitt huvudvaruhus. Affärshuset är ritad av den finländska arkitekten Selim A. Lindqvist och stod färdigt år 1900. Fasadens skulpturer Spinnerskan och Jakten är gjorda av Robert Stigell (1852 - 1907). Husets torn är 36 meter högt.